# Rachel Unitt
Rachel Elizabeth Unitt (Walsall, 5 luglio 1982) è un'ex calciatrice inglese di ruolo difensore. Quasi tutta la sua carriera si è sviluppata nel campionato inglese, giocando per otto anni nell'Everton. Nei tre anni al Fulham ha vinto la maggior parte dei titoli conquistati, incluso un treble realizzato nel 2003. Ha collezionato 102 presenze con la maglia della nazionale inglese, partecipando a cinque tornei internazionali.
Nel 2016 è stata inserita nella Hall of Fame del calcio inglese.

## Carriera

### Club
A 14 anni Rachel Unitt entrò a far parte delle giovanili del Wolverhampton, passando anche alla prima squadra e giocandovi per quattro anni. Nel 2000 si trasferì all'Everton, dove rimase per una sola stagione; infatti nel 2001 andò a giocare al Fulham. Nelle tre stagioni al Fulham ha prima vinto la Southern Division e poi conquistato un treble nella stagione 2002-03, grazie alla vittoria del campionato inglese, della FA Women's Cup e della FA Women's Premier League Cup. In due stagioni su tre al Fulham giocò da professionista, al pari delle sue compagne di squadre. Nella stagione 2003-04, sempre con la società londinese, fece il suo esordio in UEFA Women's Cup, dalla quale la squadra venne eliminata nei quarti di finale.
Nel 2004 tornò all'Everton, dove rimase per sette anni, giocando nella massima serie del campionato inglese, inclusa la stagione inaugurale della FA Women's Super League 1, e vincendo una FA Women's Cup e una FA Women's Premier League Cup. Questi sette anni vennero intervallati da due periodi in altre squadre. Nell'estate 2005, assieme alla connazionale Rachel Yankey, andò a giocare negli Stati Uniti nel N.J. Wildcats, disputando le ultime partite della stagione regolare della USL W-League e le partite della fase finale, dalle quali il N.J. Wildcats ne uscì vittorioso. Unitt realizzò la prima delle tre reti con le quali le Wildcats sconfissero nella finale per il titolo l'Ottawa Fury. Nella seconda metà del 2010, mentre l'Everton era in attesa di prendere parte alla FA Women's Super League 1, Unitt giocò col Leeds City Vixens, militante nella FA Women's Premier League Northern Division.
All'inizio del 2012 Unitt lasciò l'Everton per passare al Birmingham City, continuando a giocare nella FA Women's Super League 1. Al Birmingham City disputò due stagioni, culminate con la vittoria della FA Women's Cup 2011-12; nella finale contro il Chelsea, Unitt realizzò uno dei rigori che portarono la vittoria dopo il pareggio al termine dei supplementari. La stagione 2013 fu caratterizzata dalla rottura del legamento crociato anteriore, che la rese indisponibile per diversi mesi. Nel gennaio 2014 scelse di non rinnovare il contratto col Birmingham City, per poi accordarsi col Notts County e continuando a giocare nella massima serie inglese. A inizio ottobre 2014 subì un secondo infortunio al legamento crociato anteriore del ginocchio a distanza di 16 mesi dal precedente. Alla fine dell'anno si accordò col Notts County per entrare a far parte dello staff tecnico nell'attesa di completare la riabilitazione dopo l'infortunio.
Nel 2016 passò per una stagione al Solihull, militante nel girone delle Midlands della FA Women's Premier League Division One, quarta serie nazionale. Nella stagione 2018-19 giocò al London Bees nella FA Women's Championship, seconda serie del campionato inglese. Dopo aver smesso di giocare, divenne vigile del fuoco nello Staffordshire.

### Nazionale
Unitt fece il suo debutto nella nazionale dell'Inghilterra, all'età di 18 anni, il 16 agosto 2000 in una partita amichevole contro la Francia allo stadio Vélodrome di Marsiglia. L'anno dopo venne convocata dalla selezionatrice Hope Powell per la fase finale del campionato europeo 2001, dove le inglesi vennero eliminate nella fase a gruppi dopo aver pareggiato una partita e perso le altre due. Fece parte della squadra inglese anche al campionato europeo 2005, ospitato dall'Inghilterra. Dopo l'iniziale vittoria sulla Finlandia, le inglesi persero le successive due gare e vennero nuovamente eliminate nella fase a gruppi. A fine 2005 raggiunse le 50 presenze in nazionale, avendo giocato quasi tutte le partite disputate dalla nazionale inglese nei precedenti cinque anni. Nel 2007 venne convocata per la fase finale del campionato mondiale, che l'Inghilterra tornava a disputare dopo 12 anni, ma non giocando alcuna partita. Dopo aver superato la fase a gruppi come seconda classificata del gruppo A dietro alla Germania, l'Inghilterra venne eliminata nei quarti di finale dagli Stati Uniti.
Nel maggio 2009 Rachel Unitt fu una delle 17 calciatrici della nazionale inglese alle quali la federazione inglese fece firmare un contratto professionale, per la prima volta, nell'ottica dello sviluppo della nazionale. Tre mesi dopo venne inserita da Powell nella rosa delle calciatrici convocate per il campionato europeo 2009. Superata la fase a gruppi, la squadra arrivò in finale il 10 settembre, perdendo contro la Germania 2-6.
Venne convocata da Powell anche per la fase finale del campionato mondiale 2011. A differenza dell'edizione 2007, Unitt giocò da titolare in tutte le partite disputate dall'Inghilterra, che venne eliminata nei quarti di finale dalla Francia dopo i tiri di rigore. Il 31 marzo 2012 disputò la sua centesima partita con l'Inghilterra; per l'occasione vestì la fascia di capitano nella gara contro la Croazia valida per le qualificazioni al campionato europeo 2013 e realizzò una delle reti con le quali le inglesi vinsero 6-0. Un infortunio al piede le impedì di essere selezionata nella nazionale della Gran Bretagna per il torneo femminile di calcio ai Giochi della XXX Olimpiade, ospitati da Londra. La rottura del legamento crociato anteriore del ginocchio patito nel maggio 2013 le precluse la possibilità di partecipare alla fase finale del campionato europeo.

## Palmarès

### Club
- FA Women's Cup: 4

Fulham: 2001-2002, 2002-2003
Everton: 2009-2010
Birmingham City: 2011-2012
- FA Women's Premier League Cup: 3

Fulham: 2001-2002, 2002-2003
Everton: 2007-2008
- Campionato inglese: 1

Fulham: 2002-2003
- FA Women's Community Shield: 2

Fulham: 2002-2003, 2003-2004

### Individuale
- FA International Player of the Year: 2

2003-2004, 2005-2006
- Inserita nella Hall of Fame del calcio inglese

2016